# Layrac-sur-Tarn
Layrac-sur-Tarn (em occitano:  Lairac de Tarn) é uma comuna francesa na região administrativa da Occitânia, no departamento do Alto Garona. Estende-se por uma área de 7.25 km², com 316 habitantes, segundo o censo de 2018, com uma densidade de 44 hab/km².